# Lesestein (Optik)

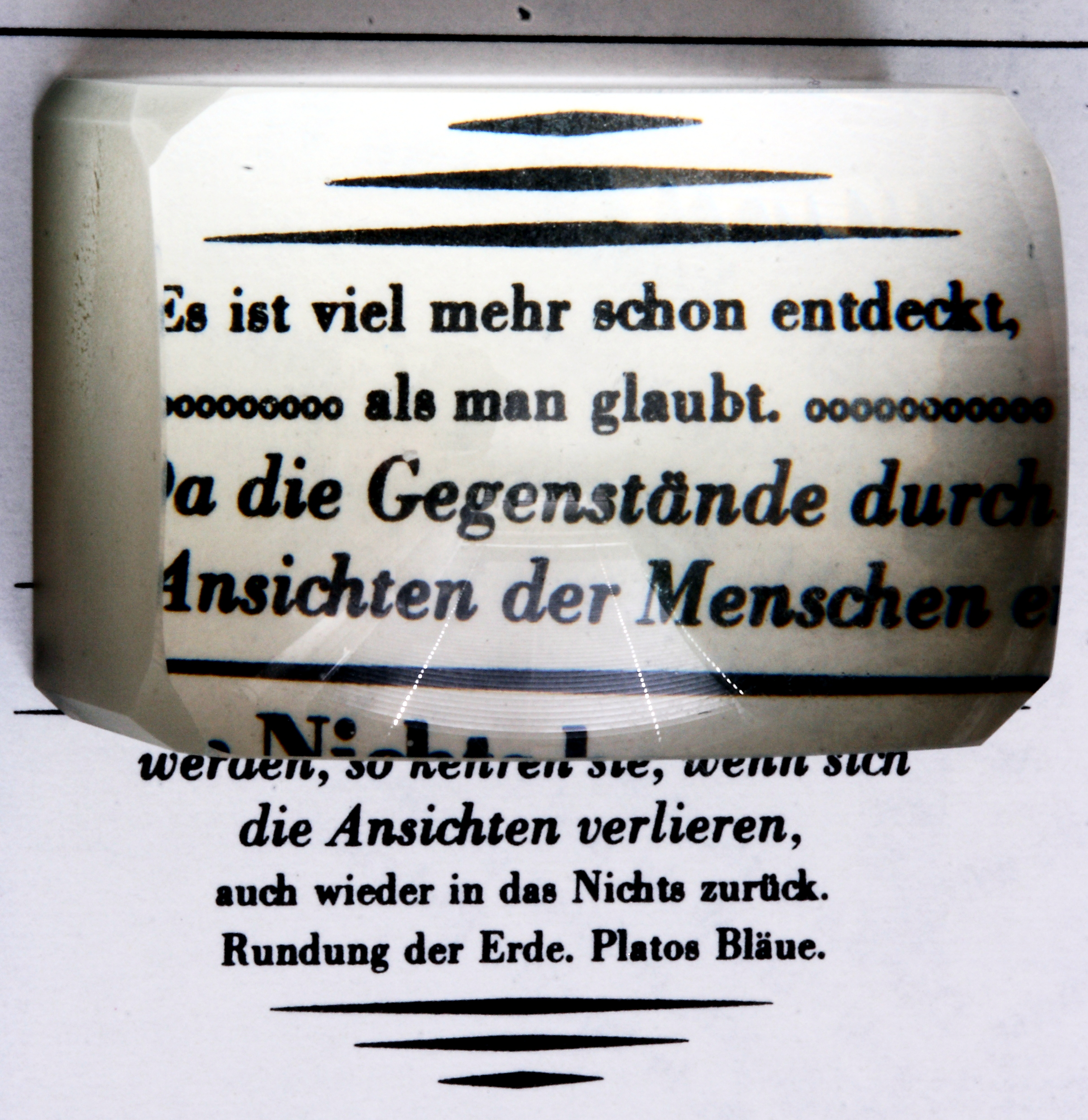
Blick durch einen modernen Lesestein auf einen Text

Ein Lesestein ist eine sehr dicke, plan-konvexe Linse. Er wird als Lupe benutzt, indem er mit der planen Seite direkt auf eine Buchseite oder Ähnliches aufgelegt wird. 

## Geschichte
Lesesteine haben ihren Ursprung im Mittelalter. Die frühen Visby-Linsen wurden etwa aus Quarz beziehungsweise Bergkristall gefertigt. Als Oberbegriff für klare Kristalle dieser Art wurde das Wort Beryll verwendet, woraus sich später das heute geläufige Wort Brille ergab. Demnach ist der Lesestein als ein Vorläufer heutiger Sehhilfen zu betrachten.

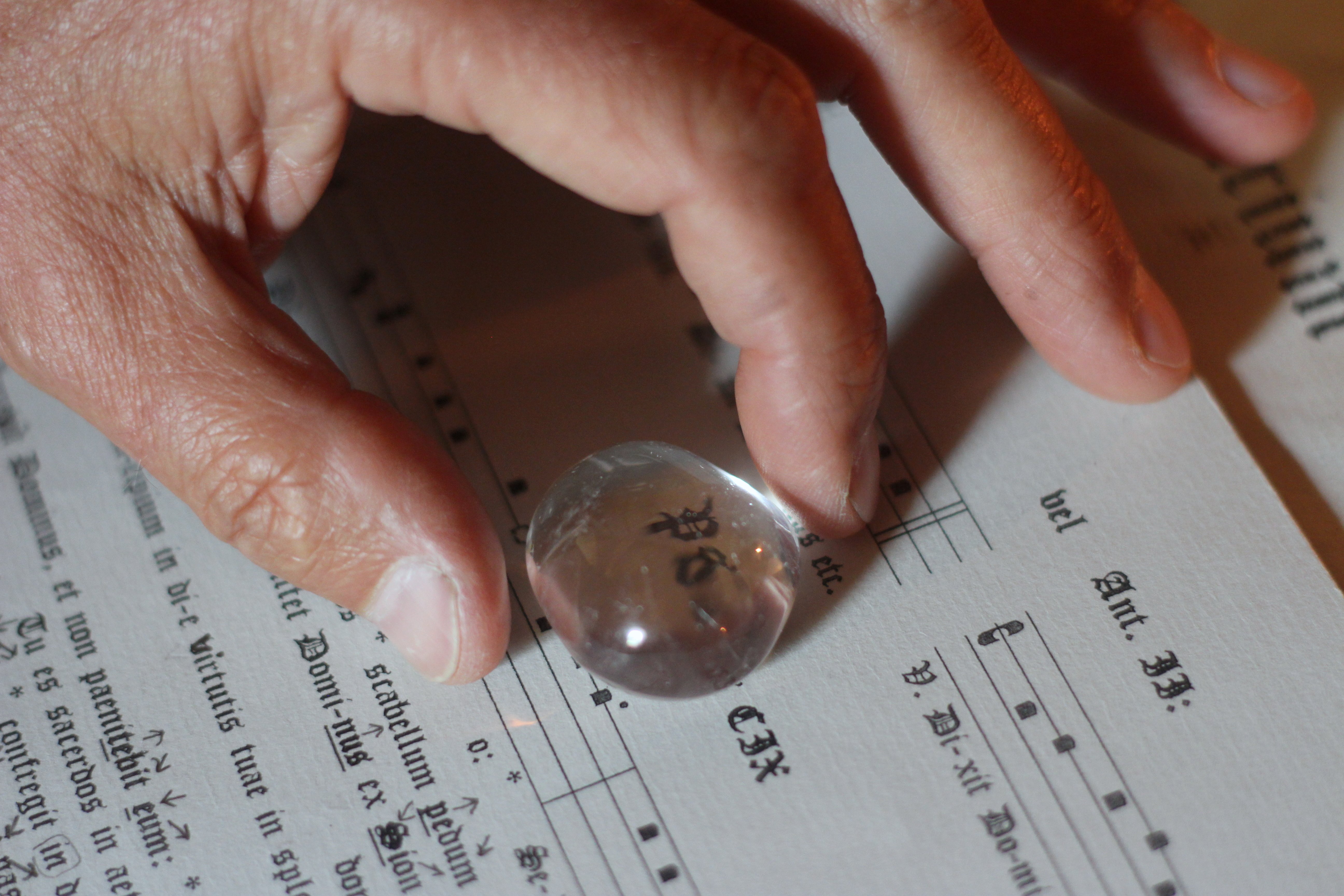
Lesestein in Archeon

Als Vordenker des Lesesteins gilt Abu Ali al-Hasan ibn al-Haitham, ein islamischer Wissenschaftler und Naturforscher. Dieser soll allerdings von Abbas Ibn Firnas inspiriert worden sein. Nach der Übersetzung seines Werkes Kitab-al-Manazir (Schatz der Optik) durch den Mönch Witelo griffen einige andere Ordensangehörige die Idee auf und konstruierten eine überhalbkugelige Plankonvexlinse aus Quarz beziehungsweise Bergkristall. Diesen durchsichtigen kristallinen Stein, durch den man beim Auflegen auf eine Buchseite die Buchstaben vergrößert sieht, beschrieb der aus Oxford stammende Franziskaner Roger Bacon 1267 in seinem Traktat Opus maius; er versuchte auch, das Phänomen zu erklären, und schlug Verbesserungen vor.
Eine bekannte bildliche Überlieferung von Lesesteinen ist eine Darstellung der hl. Ottilie auf den Altartafeln eines Ursula- bzw. Marienaltars, der sich in der ehemaligen gotischen Stiftskirche Wilten befand. Auf den Außenflügeln wird die hl. Ottilie mit zwei auf einem Buch liegenden Lesesteinen dargestellt. Die als Augenpatronin überlieferte Äbtissin galt als blind geboren und konnte angeblich nach ihrer Taufe wieder sehen. Sie wird deshalb bevorzugt mit einem Augenpaar auf den Buchseiten liegend abgebildet. Der Maler Ludwig Konraiter hat sich möglicherweise die im Stift Wilten genutzten Lesesteine für seine Darstellung der hl. Ottilie als Vorbild genommen.

## Heutige Verwendung
Heute werden Lesesteine aus Glas oder Kunststoff gefertigt und hauptsächlich von Sehbehinderten genutzt. Moderne Ausführungen, die auf diesem Grundprinzip beruhen, haben dennoch mit dem ursprünglichen Lesestein insgesamt nur noch wenig gemeinsam. Hellfeldlupen oder Visolettlupen gelten beispielsweise als dessen Nachfolger. Der Begriff Lesestein wird dennoch gelegentlich als Synonym für moderne Aufsetzlupen genutzt.